# Sakina Doubaj
Sakina Doubaj (en arabe : سكينة دباج) est une judokate marocaine. 

## Carrière
Sakina Doubaj dispute les Championnats du monde de judo 1989 à Belgrade ; elle est éliminée dès le premier tour par la Chinoise Wu Weifeng et sort en repêchages contre la Yougoslave Zorica Blagojević.
Elle est médaillée d'argent dans la catégorie des moins de 72 kg et en toutes catégories aux Championnats d'Afrique de judo 1990 à Alger.